# Euceratherium
Euceratherium — це вимерлий рід оленеподібних (Artiodactyla) ссавців родини бикових (Bovidae), які походять із Північної Америки разом із бутерієм (Bootherium bombifrons) і биком Зергеля (Soergelia mayfieldi).

## Описи
Euceratherium був одним із перших бикоподібних, які проникли в Північну Америку. Він з'явився на континенті в ранньому плейстоцені, задовго до появи перших зубрів з Євразії. Він вимер приблизно 11 500 років тому. Він був офіційно описаний у 1904 році. Можливо, це синонім Bootherium, хоча це непевно.
Евцератерій був масивним і за розміром між сучасним американським бізоном і вівцебиком. Зразок мав масу тіла 607,5 кг. На підставі збережених гранул гною встановлено, що вони були браузерами з деревно-чагарниковим раціоном.